# Трисули
Трисули (непальск. трезубец) — один из основных притоков реки Гандак в центре Непала. Река Трисули протекает от Бетравати до Нараянга.

## Легенда
Согласно легенде, Трисули возникла, когда бог Шива проткнул своим трезубцем ледник над озером Госаинкунд, чтобы утолить жажду, вызванную случайно проглоченным ядом.

## Рафтинг
Непал в настоящее время имеет репутацию одного из самых лучших мест для рафтинга в мире. Трисули имеет уровень сложности от 3+ до 4. Это наиболее популярная река для рафтинга в Непале благодаря доступности (протекает параллельно главной части дороги) и возможности быстро добраться до неё из Катманду и Покхара.